# Клод Молле
 Клод Молле (фр. Claude Mollet; нар. 1557 — пом. 23 травня 1647, Париж) — головний або перший садівник трьох королів Франції Генріха IV, Людовика XIII та малого тоді Людовика XIV.

## Історія вивчення
Більшість фактів з життя садівника не збережена. Нема точних даних про день і рік народження.
Автобіографічні свідоцтва були знайдені в рукопису, котрий створив Клод Молле близько 1613-1615 років і доповнювався пізніше. Кимось була створена копія рукопису, що пізніше була придбана до збірок в Думбартон Окс. Копія рукопису має розділ з посвятою королю Франції Людовику XIII, цей розділ датують роком, близьким до смерті короля у 1643 році.
Рукопис був оприлюднений 1652 року його сином під назвою «Théâtre des plans et jardinages».

## Життєпис
Походить з родини садівників Молле. В рукопису знайдена вказівка на Етьєна Дюпера, твори котрого Клод Молле вивчав і творчість котрого вплинула на твори самого ландшафтного архітектора (Етьєн Дюпер працював в саду Сен-Жерменського палацу).
Згідно записів у рукопису король Генріх IV доручив Клоду Молле створення терас і регулярного саду на земельній ділянці нового Сен-Жермен-ан-Ле. Пізніше садівник працював в парку Фонтенбло, в парку замку Монсо, а також в парку палацу Тюїльрі. Парк біля палацу Тюїльрі багато років разом із Молле доглядав Жан Ленотр, батько уславленого ландшфтного архітектора Андре Ленотра. 1593 року вандали-вояки поруйнували там садові ділянки. Їх відновлював Клод Молле, додавши нову перспективу на захід. Пізніше вона буде перетворена на вулицю Єлисейські поля, де мешкали найбагатші особи столиці.
За даними приятеля Молле гравера Олів'є де Серра той використав плани садів, створені Клодом Молле, створивши низку дереворитів. Клод також відповідав за діяльність двох розплідників рослин, розташованих у західному передмісті Прижа — Фобур Сент-Оноре.
Клод Молле приймав справи у садівника Жака Бойсо, що керував роботами у скромному тоді мисливському палаці Версаль із 1639 році.
Помер в Парижі 23 травня, 1647 року.
Клод Молле був одружений і мав сина. Син, Андре Молле покинув Францію і працював ландшафтним архітектором у Голландії, Швеції, Англії, куди переніс знахідки французького декоративного садівництва.